# Мироненко, Василий Фёдорович
Мироненко Василий Федорович (9 января 1911, Ореховка, Полтавская губерния — 10 апреля 1964, Харьков) — советский украинский график, профессор (1961), народный художник УССР (1963).

## Биография
Родился в с. Ореховка, теперь Лубенского района Полтавской области.
По окончании школы поступил в Харьковский художественный институт (1931). Учился у художника-графика В. Касияна. Окончил институт в 1936 году.
По окончании института преподавал в нём, затем стал заведующим кафедрой графики.
В 1961 году избран профессором.
После реорганизации (1963) Харьковского художественного института в Харьковский Художественно-Промышленный Институт работал в нём.
Участвовал в республиканских, всесоюзных и зарубежных выставках с 1932. Его персональные выставки состоялись в Харькове (1940, 1944, 1954, 1975), Москве (1946), Сумах (1953), Киеве (1958).
Творческая жизнь Василия Мироненко была связана с Харьковом и Харьковским художественным институтом. Он был одним из лучших офортистов УССР. Благодаря его творчеству и педагогической деятельности долгое время Харьков в мире изобразительного искусства представляла именно графика.
Главной темой творчества художника были все разновидности пейзажа: сельский, городской, индустриальный. Лучшие работы мастера посвящены природе УССР, времени индустриализации, послевоенного возрождения страны.
Им созданы серии офортов «Украинские пейзажи» (1936—1941), «Донбасс» (1947—1950), «Новая Каховка» (1952—1953), «Приазовье» (1954—1956), «Индустриально-колхозная Украина» (1958—1960), «Живописная Украина» (1960). Как мастер городского пейзажа, кроме пейзажей скверов и площадей Харькова, художник создал офорты, посвященные городам Болгарии и Польши, гравюры итальянских городов.
Работы В. Мироненко хранятся в Национальном художественном музее Украины, Харьковском художественном музее, в других музеях Украины и частных коллекциях.

## Ссылка
- Мироненко Василий Федорович страницы =215-216
- Художники Харьковщины. Мироненко Василий Федорович
- Фонд Александра Фельдмана
- Мироненко Василий Федорович _ Художники-плакатисты СССР, биографии, куплю макеты плакатов — Трамвай искусств
- Мироненко Василь Федорович (1911—1964) __ онлайн-виставка Колекції Художнього музею ім. В.Верещагіна — YouTube